# Neoscirula luxtoni
Neoscirula luxtoni är en spindeldjursart som beskrevs av Frank Jason Smiley 1992. Neoscirula luxtoni ingår i släktet Neoscirula och familjen Cunaxidae. Inga underarter finns listade i Catalogue of Life.